# Théâtre Faenza
Pour les articles homonymes, voir Faenza (homonymie).
Le Théâtre Faenza (en espagnol Teatro Faenza) est la plus ancienne salle de projection de films de Bogota. Les dessins d'architecture et d'ingénierie ont été créés par l'ingénieur-architecte colombien Ernesto González Concha.  Il a été inauguré le 3 avril 1924. Il est nommé ainsi car il a été construit sur le site d'une ancienne usine de céramique (Faenza en espagnol). Le bâtiment a une influence italienne, des expressions architecturales d'art nouveau et un académique éclectique de la fin du XIXe siècle.
Il est classé monument national colombien depuis 1975 via le décret no 1584 du 11 août 1975.
En 2004 l'Université Centrale a décidé de l’acquérir pour le restaurer. En 2007 la restauration de la façade est terminée.